# Cythna Lindenberg Letty

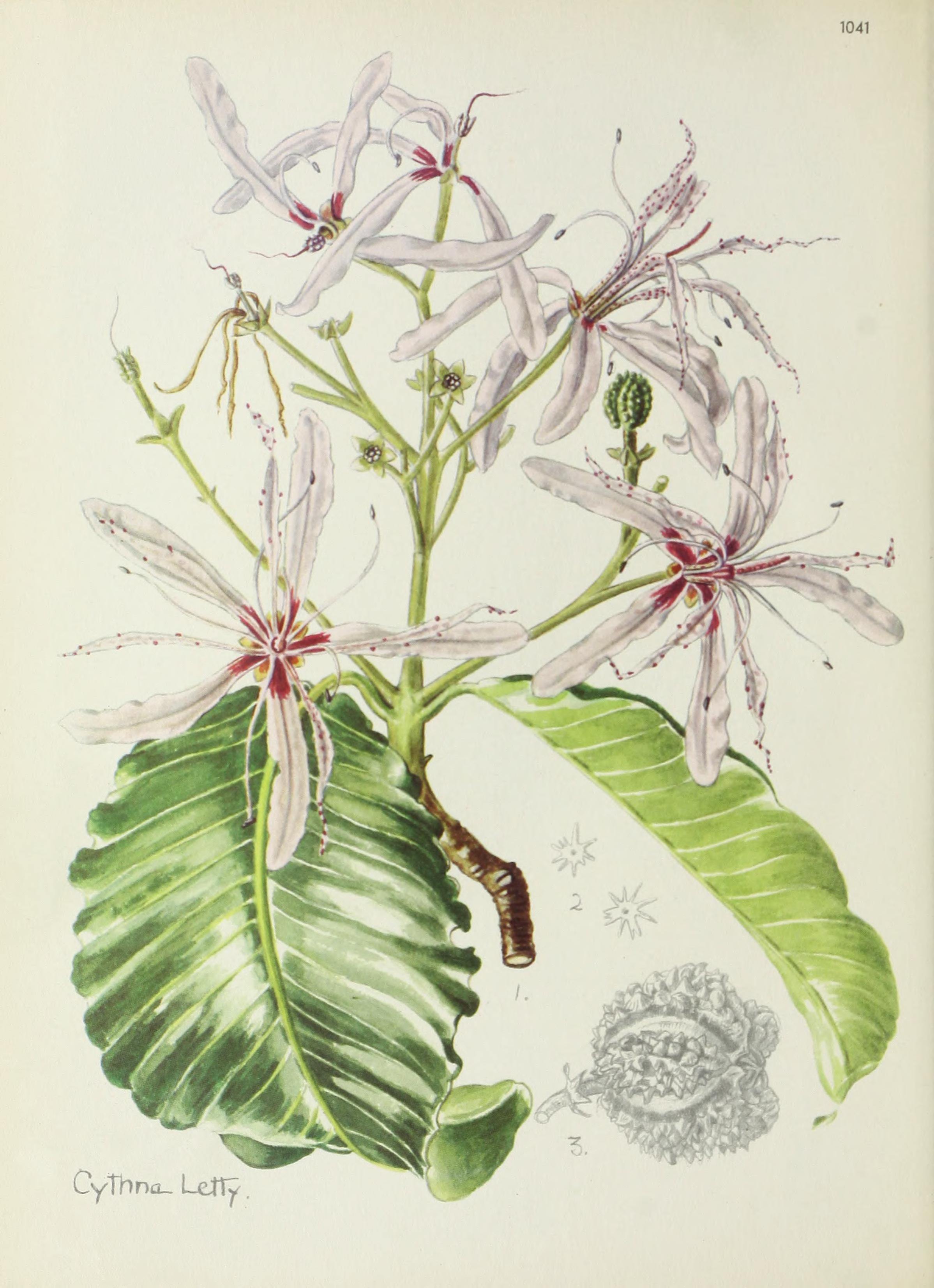
Calodendrum capense

Cythna Lindenberg Letty (* 1. Januar 1895 in Standerton, Südafrika; † 3. Mai 1985 in Pretoria, Südafrika) war eine südafrikanische Botanikerin und Illustratorin.

## Leben und Werk
Letty war das älteste Kind aus der zweiten Ehe ihrer Mutter Josina Christina Lindenberg mit Walter Edward Letty und wurde nach der Heldin in Percy Shelleys Gedicht The Revolt of Islam benannt. Die Lettys hatten fünf Kinder und sechs Kinder aus der ersten Ehe ihrer Mutter gehörten viele Jahre zu einer Großfamilie. Sie verbrachte ihre Kindheit und Jugend in verschiedenen Städten im Hochland von Transvaal, da ihr Vater häufig den Arbeitsplatz wechselte und so die Familie umzog. Infolgedessen besuchte sie insgesamt 13 Schulen. Als ihr Vater, der während des Ersten Weltkriegs in Frankreich kämpfte, sich entschied, nach dem Waffenstillstand nicht zurückzukehren, unterstützte ihre Mutter die Familie durch Illustrationen von Ahnentafeln. Letty schloss 1914 ihre Sekundarschulbildung an der Pretoria High School for Girls ab. Nachdem sie einige Zeit als Gouvernante auf einer Farm in der Nähe von Pretoria gearbeitet hatte, machte sie eine einjährige Ausbildung zur Krankenschwester mit Abschluss als Hebamme. Anschließend arbeitete sie als Angestellte bei der South African Railways und zog von 1920 bis 1924 nach Kapstadt, um ihrem Schwager, dem Arzt C.H. Bosenberg, zu assistieren.
Sie kehrte 1925 nach Pretoria zurück und wurde als Künstlerin in die Onderstepoort Veterinary Laboratories berufen, um obduzierte Tiere, die an verschiedenen Krankheiten gestorben waren, in Farbe zu zeichnen. Nach zwei Jahren wurde sie an das National Herbarium in der Abteilung für Pflanzenindustrie unter Illtyd Buller Pole-Evans versetzt, wo sie Gemälde afrikanischer Blumen anfertigte. Sie erhielt 1905 ihren ersten Unterricht von ihrer Mutter in Aquarellmalerei von wilden Blumen der Steppe. Pole erkannte ihr künstlerisches Talent und gab ihr die Stelle beim National Herbarium in Pretoria, wo sie ihre lange Zusammenarbeit mit über 700 Gemälde und Strichzeichnungen afrikanischer Pflanzen begann, die zur Hauptstütze der Zeitschrift Flowering Plants of Africa wurden. Im Laufe der Zeit entwickelte sie sich zu einer der angesehensten und produktivsten botanischen Künstlerinnen Südafrikas. In den dreißiger Jahren beschrieb sie auch einige Sukkulentenarten.
Letty kündigte 1938, um Oscar William Alric Forssman zu heiraten, und 1940 wurde ihr Sohn geboren. Sie kehrte 1945 an das National Herbarium zurück und arbeitete dort bis zu ihrer Pensionierung im Jahr 1968.
Als ansässige botanische Künstlerin sammelte sie etwa 500 Pflanzen aus KwaZulu-Natal und der Kapprovinz, darunter Exemplare aus dem Kruger-Nationalpark, und steuerte mehr als 700 Illustrationen zu Flowering Plants of South Africa bei. Sie veröffentlichte 1962 einen Bildband über die Wildblumen von Transvaal und beschäftigte sich viele Jahre mit Zantedeschien, was 1973 in Bothalia veröffentlicht wurde. Sie entwarf die Blumenmotive auf den neuen südafrikanischen Münzen, als die Dezimalwährung eingeführt wurde.
Letty schrieb auch Gedichte und 1981 wurde eine Auswahl ihrer Gedichte mit 23 ihrer Blumenbilder unter dem Titel Children of the Hours veröffentlicht. 1966 besuchte sie Europa und die Vereinigten Staaten, als einige ihrer Gemälde in eine internationale Ausstellung in Pittsburgh aufgenommen wurden.
Sie starb am 3. Mai 1986 im Alter von 90 Jahren. Ihre Asche wurde im Naturschutzgebiet Cythna Letty in der Nähe von Barberton in Mpumalanga verstreut. 1989 veröffentlichte das National Botanical Institute ein Portfolio von sieben Drucken von Blumengemälden, die aus zwei Zeitschriften ausgewählt wurden, die in der Mary Gunn Library des Instituts in Pretoria aufbewahrt wurden.
Zu den nach ihr benannten Pflanzen gehören Crassula lettyae Phillips und  Aloe lettyae Reynold. Das Artepitheton lettyae ehrt die Pflanzenmalerin Cythna Lindenberg Letty. Das Standard-Autorenkürzel Letty wird verwendet, um diese Person als Autor zu kennzeichnen, wenn ein botanischer Name zitiert wird.

## Ehrungen und Anerkennungen
- 1970: Grenfell-Silbermedaille der Royal Horticultural Society[6]
- 1974: Ehrendoktor der Witwatersrand-Universität
- 1974 wurde ihr in der Zeitung The Star in Johannesburg, Südafrika, der Titel Frau des Jahres verliehen.
- 1977: CSSA Fellow Award
- 1978: Fellow der American Cactus Society
- 1981: Certificate of Merit der South African Association of Botanists
- Die Cythna Letty Gold Medal, die von der Botanical Society of South Africa für Beiträge zur botanischen Illustration in Südafrika verliehen wird, ist nach ihr benannt.
- Das Cythna Letty Nature Reserve in der Nähe von Barberton, Mpumalanga, wo ihre Asche verstreut wurde, ist nach ihr benannt worden.

## Veröffentlichungen (Auswahl)
- Wild Flowers of the Transvaal. Wild Flowers of the Transvaal Book Fund, 1962.
- Children of the Hours.